# Flora Robson
Dame Flora McKenzie Robson DBE (South Shields, 28 de març de 1902 - Brighton, 7 de juliol de 1984) va ser una actriu anglesa.

## Biografia[1][2]
Nascuda a South Shields, anglesa d'ascendència escocesa, molts dels seus avantpassats eren enginyers, sobretot navals. El seu pare, que va tenir una influència major en la seva vida, era enginyer naval, abans de jubilar-se i desplaçar-se de South Shields a Welwyn Garden City.
Procedeix d'una gran família, amb dos germans, John i David i quatre germanes Eliza (Lila), Margaret (Darge), Helen (Nellie) i Shela. Flora, Lila i Darge s'han quedat solters.
Molt aviat, el seu pare descobreix que Flora té talent recitant, i als 6 anys comença els concursos de recitacions. Creix amb el costum de guanyar i es contrariava molt quan perdia. Estudia a la Palmers Green High School al nord de Londres.
Va treballar fins als 80 anys, destacant una participació en la superproducció Una història de dues ciutats (en el paper de Miss Pross) per a la televisió americana. També apareixerà a la televisió britànica. Actuarà en obres del West End com Ring Round the Moon, La importància de ser constant i Les tres germanes.
Robson s'estrena el 1921, als 19 anys. De gran talla (1,78 m), però no tenint encís per papers femenins principals (amb un gran front, una gran boca i un nas imponent), s'especialitza en papers de personalitat, sobretot la de la reina Elisabet I a Fire Over England (1937) i El falcó del mar (1940).
Als 32 anys, Robson interpreta l'emperatriu Elisabet a la pel·lícula d'Alexander Korda The Rise of Catherine the Great (1934). És nominada per l'Oscar a la millor actriu secundària a la cerimònia dels Oscars pel seu paper d'Angelique Buiton a  Saratoga Trunk (1945). Després de la guerra, apareix a  Holiday Camp (1947), Narcís negre (1947), Goodtime Girl (1948), Frieda (1947) i finalment a  Dead Lovers (1948).
Els seus papers de «dolentes» es limiten a la dama de la cort a la pel·lícula de 1972 Alice's Adventures in Wonderland, Livia a  Jo, Claudi (1937), Ftatateeta a  Cèsar i Cleopatra (1945), i Miss Milcrist a Murder at the Gallop (1963).

## Filmografia[4]
- 1931: A Gentleman of Paris
- 1932: Dance Pretty Lady: Mrs. Raeburn
- 1933: One Precious Year: Julia Skene
- 1934: The Rise of Catherine the Great: Empress Elisabeth
- 1936: Anna Christie (TV): Anna Christopherson
- 1937: I, Claudius: Livia
- 1937: Fire Over England: Reina Elizabet I d'Anglaterra
- 1937: Farewell Again: Lucy Blair
- 1939: Cims borrascosos (Wuthering Heights): Ellen
- 1939: Smith: Mary Smith
- 1939: We Are Not Alone: Jessica Newcome
- 1939: Invisible Stripes: Mrs. Taylor
- 1940: Poison Pen: Mary Rider
- 1940: El falcó del mar (The Sea Hawk): Reina Elisabet I d'Anglaterra
- 1941: Bahama Passage: Mrs. Ainsworth
- 1944: 2,000 Women: Miss Manningford
- 1945: Great Day: Mrs. Liz Ellis
- 1945: Saratoga Trunk: Angelique Buiton
- 1945: Cèsar i Cleopatra (Caesar and Cleopatra): Ftatateeta
- 1946: The Years Between: Nanny
- 1947: Narcís negre (Black Narcissus): Germana Philippa
- 1947: Frieda: Nell Dawson
- 1947: Holiday Camp: Esther Harman
- 1948: Good Time Girl: Chairman of the Juvenile Court
- 1948: Saraband for Dead Lovers: Comtessa Clara Platen
- 1952: The Tall Headlines: Mary Rackham
- 1953: Malta Story: Melita Gonzar
- 1954: Romeo and Juliet: Infermera
- 1955: Romeo and Juliet (TV): Infermera
- 1957: High Tide at Noon: Donna MacKenzie
- 1957: No Time for Tears: Sor Birch
- 1958: La gitana i el senyor (The Gypsy and the Gentleman): Mrs. Haggard
- 1958: Innocent Sinners: Olivia Chesney
- 1963: 55 dies a Pequín: Dowager Empress Tzu-Hsi
- 1963: Murder at the Gallop: Miss Milchrest
- 1964: Guns at Batasi: Miss Baker Wise, M.P.
- 1965: A King's Story: Queen Mary
- 1965: El somiador rebel (Young Cassidy): Mrs. Cassidy
- 1965: Those Magnificent Men in Their Flying Machines: Mare Superiora
- 1966: Set dones (7 Women): Miss Binns, Head of British Mission
- 1966: David Copperfield (sèrie TV): Betsey Trotwood
- 1967: Eye of the Devil: Comtessa Estell
- 1967: L'habitació tancada (The Shuttered Room): Tia Agatha
- 1967: Cry in the Wind
- 1970: The Beloved: Antigona
- 1970: The Beast in the Cellar: Joyce Ballantyne
- 1970: Fragment of Fear: Lucy Dawson
- 1971: La Grande scrofa nera
- 1972: Alicia al país de les maravelles: La reina de cors
- 1974: The Canterville Ghost (TV): Madame Ummey
- 1974: Heidi (TV): Àvia
- 1978: Les Misérables (TV): La Priora
- 1979: Dominique: Mrs. Davis
- 1979: Oresteia (fulletó TV): Kilissa
- 1979: A Man Called Intrepid (fulletó TV): Sor Luke
- 1980: Gauguin the Savage (TV): Sor Allandre
- 1980: A Tale of Two Cities (TV): Miss Pross
- 1981: Lluita de titans (Clash of the Titans): Stygian Witch

## Premis i nominacions
Nominacions
- 1947: Oscar a la millor actriu secundària per Saratoga Trunk